# Netværket Elektronisk Arkivering
Netværk for Elektronisk Arkivering (NEA) er en sammenslutning af danske stadsarkiver, som samarbejder om at løse opgaver forbundet med arkivering af digitale data skabt i medlemskommunerne.
NEA består af 28 kommunale stadsarkiver, hvoraf hovedparten ligger på Sjælland.

## Opgaver
NEA arbejder med digital arkivering på flere områder:
Dels hjælper NEA de enkelte kommunale stadsarkiver med at løse opgaver forbundet med digital arkivering. Det kan eksempelvis være modtagelse, test og langtidsbevaring af digitale arkivalier.
NEA arbejder også med faglig udvikling, og tilbyder fælles kurser og workshops, som gør de kommunale arkivarer bedre i stand til at arbejde med og udføre digital arkivering.
Endelig arbejder NEA sammen med øvrige arkivnetværk (eksempelvis KOMDA og ODA), Rigsarkivet og private leverandører med at forbedre og effektivisere arkiveringen af digitale data.

## Organisation
Netværket består af de enkelte stadsarkiver, en styregruppe og en konsulentgruppe.
Styregruppen er netværkets formelle ledelsesorgan, og styregruppen fastsætter rammerne for netværkets og konsulentgruppens arbejde.
Konsulentgruppen, som består af digitalarkivarer ansat i Københavns Stadsarkiv, udfører i samarbejde med de enkelte medlemskommuner konkrete, arkivfaglige opgaver. Disse opgaver planlægges i årlige arbejdsplaner.
Opgaverne kan eksempelvis være kortlægning af kommunens it-systemer og vurdering af deres bevaringsværdighed, dataflowanalyser eller modtagelse, test og langtidsbevaring af digitale arkivalier (såkaldte arkiveringsversioner).

## Medlemmer
NEA består pr. 23. november 2018 af stadsarkiver fra følgende kommuner:
- Ballerup
- Bornholm
- Dragør
- Faxe
- Frederiksberg
- Frederikssund
- Furesø
- Gentofte
- Gladsaxe
- Greve
- Gribskov
- Guldborgsund
- Helsingør
- Holbæk
- Hørsholm
- Ishøj
- København
- Lolland
- Lyngby-Taarbæk
- Middelfart
- Næstved
- Odsherred
- Roskilde
- Rudersdal
- Rødovre
- Slagelse
- Sorø
- Tårnby